# Șurdești, Maramureș
Șurdești este un sat în comuna Șișești din județul Maramureș, Transilvania, România.

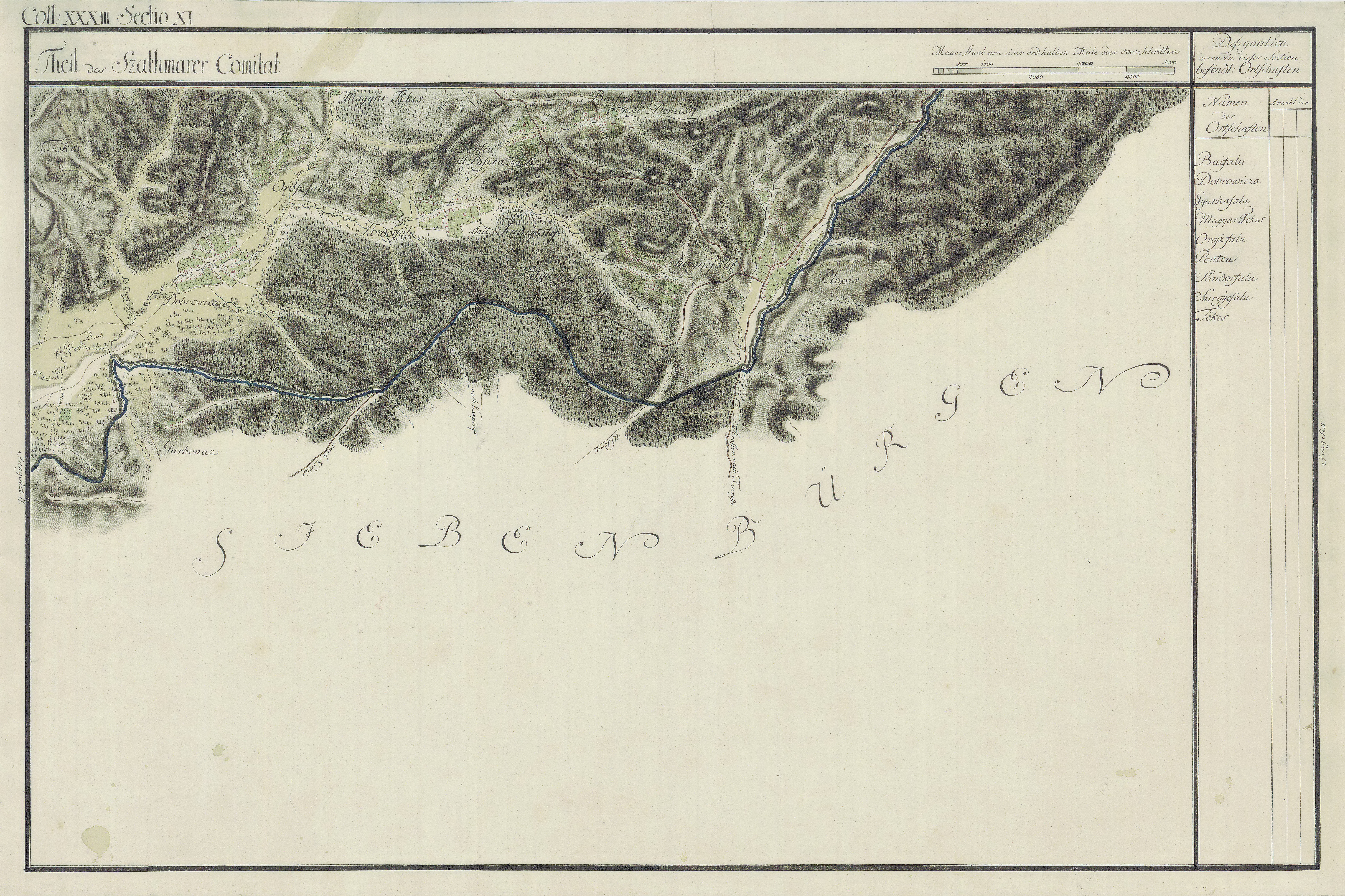
Șurdești în Harta Iosefină a Comitatului Sătmar, 1782-85

## Istoric
Date de atestare istorică: 1411, 1491, 1566, 1828, 1851, 1913, La 1411 Șurdeștiul se numea Swrggenfalwa; 1491 – Swrggenfalwa -possession walachalis; 1828-1851 = / = Surgyefalu, Surgessti; 1913 – Diosholom (satul cu nuci n.n.). 1892 – Onuț Dipșe – învățător, Goloman Gheorghe – b’dirău (primar) și probabil alți șurdeștenii fac parte din delegația Memorandiștilor, plecând la Viena. Până la 1848 localitatea aparținea visteriei regale alături de satele Șișești și Bontăieni.
           La 1566 domeniul feudal Baia Mare se compunea din orașul Baia Mare (Rivuli Dominarum), târgul Baia Sprie (Medius Mons) și satele Dumbrăvița, Unguraș, Șindrești, Dănești, Plopiș, Șurdești, Rus, Groși, Chechiș, Șișești, Mocira, Ferneziu, Firiza și Ocoliș.
           În fruntea satelor se aflau voievozii, exemplu la 1566 Șindreștiul avea ca voievod pe Grigorius Molnar.
           Populația satului este greu de apreciat, deoarece în recensămintele ce se efectuau erau menționate numai familiile plătitoare de dări.
           Exemplu: La 1578 sunt înscriși 184 capi de familie. Menționăm că populația a scăzut datorită faptului că satele domeniului au fost prădate de turci în 1586, când au fost arse mai multe case, mulți oameni omorâți sau alții au părăsit localitatea.
           Obligațiile supușilor, iobagilor erau censul, darurile, dijmele și slujbele.
           Censul se plătea în bani, anual la un anumit termen care diferea de la sat la sat, de la om la om (Un iobag plătea 1 florin dacă deținea bunuri în valoare de 6 florini).
           Darurile constau din produse ale pământului (1 găleată din fiecare produs și 5 căpățâni de varză, obligații în animale. Unele sate puteau plăti contravaloarea lor și în bani). În satele românești plăteau daruri și voievozii, cnezii sau juzii și chiar preoții. Cei care dețineau boi, erau obligați să dea un „car de lemne” iar cei fără, câte o găină.
           Tretina. Pentru satele românești era câte o vacă pentru tăiat în fiecare an.În 1584 în cele 9 sate românești erau înscriși 144 supuși care au răscumpărat 272 vaci cu 14,54 florini și o oaie cu 12 dinari.
           Datul oilor – cei care aveau oi sau capre erau obligați să dea câte un ied și 12 bani.
           În satele românești condamnatul la moarte era iertat prin plata a 60 de florini. În satul Șurdești cel condamnat la moarte era „spânzurat” în locul numit „Dâmbul Stărp”. Sentința era aplicată de către „sfatul bătrânilor”. Tradiția spune că cele 4 turnulețe ale bisericii de lemn semnifică dreptul pe care-l aveau șurdeștenii la „scaun de judecată”, adică completul de judecată era constituit din oameni a-i satului.
           Din informația primită de la Gavril Pop, zis Herincul”, când acesta avea 70 de ani, reiese că, din bătrâni se spunea că biserica de lemn, monumentul istoric de azi, ar fi fost construită pe vremea lui Mihai Vodă – Viteazul (1600). Probabil așa se explică existența pe crucea din vârful turlei a semilunei. De asemenea se spunea că, turnul, înalt de 54 m, ar fi fost rupt și aruncat peste râul Cavnic, care ar fi avut albia mai aproape de biserică.
După unii istorici „semiluna” de pe cruce, simbolizează victoria creștinătății asupra păgânătății iar alții consideră că aceasta se datorează faptului că a fost construită pe vremea când Transilvania era principat autonom sub suzeranitate turcească.
           Șurdeștenii alături de alți maramureșeni participă la răscoala din 1596 condusă de Gheorghe Crăciun, care a cuprins întreaga zonă a Băii Mari și a Sighetului, supranumit și „omul negru” sau „sfânt”, împotriva autorităților de la aceea vreme.
           Locuitorii satului au participat la începutul secolului al XVIII-lea la luptele împotriva ultimelor năvăliri tătărești, alături de budeșteni și căvnicari și nu numai.
           Bătălia hotărâtoare a țăranilor conduși de Todor Crăciun din Șurdești, „fărtat” cu legendarul Pintea Viteazul (Grigore din Măgoaja), a avut loc pe Valea Cavnicului în locul numit „Piatra scrisă”, sau „Piatra tătarilor” la anul 1717. Capcana în care au fost atrași tătarii a fost similară cu cea de la Posada din 1330.
           Drept răsplată pentru victoria asupra tătarilor Todor Crăciun a primit titlul de „nemeș” – om protejat al imperiului și odată cu el și locuitorii Șurdeștiului
           Pârâul Pugna a spumegat de cât sânge s-a vărsat, în această groaznică încleștare, spune un vers al unui lung cântec de pribegie (din păcate prea puțin cunoscut), care este consemnat într-un manuscris a lui Gheorghe Mihuț a Linei din Șurdești. Satul Șurdești a fost distrus. Odată cu reconstrucția satului s-a pus și piatra de temelie a noii biseri de lemn (1721) care este o adevărată bijuterie arhitectonică. Turla sa parcă ne apropie mai mult de împărăția cerurilor.
           Legenda spune că un fiu al satului, căsătorindu-se, prin voia lui Dumnezeu a avut parte de o femeie foarte frumoasă. Aceasta, după un timp, a dat-o pe băutură. Odată s-a întors acasă numai spre dimineață. Era o noapte geroasă. Ușa era încuiată. Soțul a refuzat să o primească în casă, spunându-i să meargă acolo de unde vine. Soția a rămas pe prispă afară, unde a fost găsită înghețată. Soțul a avut-o pe conștiință. S-a spovedit, iar canonul primit a fost să construiască o biserică (informație primită de la prof. Gavril Goloman a Blojanului).
           Pe câmpurile de luptă din primul și al doilea război mondial au căzut la datorie pentru întregirea neamului și ai patriei zeci de fii ai satului, consemnați cu numele la Bisericuța de pe Corn, pomeniți de Ziua Eroilor. S-ar cuveni ca în memoria lor să se ridice un monument.
           Tradiția spune că numele satului provine de la șură, adăpost pentru animale, acoperit cu paie unde se treiera grâul cu „umblăceii” (mai multe bețe articulate între ele printr-o verigă de lanț). Șurile erau construite din inimă de lemn de stejar de către meseriași ai satului – numiți lemnari. O altă variantă, o legendă, spune că numele de Șurdești provine de la un oier (șef de stână) care nu auzea bine, adică era „surd”, (Surd-ești).
           Biserica satului, monument istoric cuprins în patrimoniul UNESCO și-a sfințit locul în 1721 și a fost terminată în anul 1738. Marcăm faptul că tot lemnul este din inimă de stejar, adus din pădurea numită „Calea Morii”, prelungire a pădurii de astăzi din satul Cărpiniș. Butanii de stejar seculari au fost aduși pe „Corciue” (parte a saniei „rupte” folosită și astăzi în satele de munte), trasă de mai multe perechi de boi. Aceștia au fost lăsați pe pământ până lemnul alb a putrezit. Mai precizăm că la 1848 biserica a fost salvată, de furia autorităților maghiare de către preotul satului
           școala apare atestată documentar la 1783, învățătorul fiind și diac la biserică, tradiție păstrată până astăzi. Conform tradiției, preotul era ajutat de către toate familiile din sat, făcându-se rotația persoanelor care-l ajutau la Sf. Liturghie. „Fătul” de la biserică este urmarea faptului că nu toate persoanele aveau timpul și priceperea necesară pentru a îndeplini toate aceste îndatoriri.
           Feciorii satului nu aveau voie să „iasă” seara în sat la fete până nu-și făceau armata (în caz contrar erau „nuielați” de feciorii cu armata făcută).
           Chematul la oaste era o onoare, spiritul de luptă și adevăr este în sângele șurdeștenilor, numărul eroilor satului în cele două războaie mondiale grăiește în acest sens.
           Portul tradițional pentru bărbați: clop-cușmă, izmene-cioareci, căput-gubă, cizme-opinci, iar pentru femei: cămașă cu pumnușei, zadie pe cap, pindileul (din cânepă), șurț (din mătase ca și zadia de altfel), cizme (sandale) – opinci.
           Șurdeștenii cu toate vicisitudinile istorice și-au păstrat vatra strămoșească, limba românească, portul și credința în Dumnezeu, ca de altfel și tradițiile, ca pe ceva divin (sfânt), de unde și obiceiurile tradiționale precum: „udătoriul”, „pusul moșului și a babei” (de Bobotează, și de Anul Nou), colindele de Crăciun, claca (ajutorarea celor nevoiași cu o sanie de bălegar, la scosul polochimului, etc.) precum și „Verjelul însuraților” sau „Verjelul feciorilor” (de Mihail și Gavrilă). Obiceiurile de nuntă cu: t’emători, druște, staroste, care „umblau” prin sat pentru chemare la nuntă; jocul miresei, cu bătutul steagului de către feciori; nunta de luni la casa mirelui, etc. sunt deja amintiri frumoase pentru șurdeștenii de azi.

## Etimologie
Etimologia numelui localității: din n. grup. șurdești < antrop. Surdu (< subst. adj. surd „care nu aude bine” < lat. surdus) + suf. -ești. 

## Demografie
La recensământul din 2011, populația era de 1.385 locuitori. 

## Monumente
- Biserica de lemn din Șurdești, greco-catolică, cu hramul "Sfinții Arhangheli", sec. al XVIII-lea, cu 54 m înălțimea turnului și 72 m înălțime totală, una din cele mai înalte construcții de lemn din lume. În anul 1948 biserica a fost dată de autoritățile comuniste în folosința Bisericii Ortodoxe Române, iar în 1990 a reintrat în posesia Bisericii Române Unite cu Roma (Greco-Catolice). Biserica este un monument istoric și a fost trecută în anul 1999 pe lista patrimoniului mondial UNESCO.

## Manifestări tradiționale locale
- Udătoriul (obicei agrar, asemănător cu Tânjaua de pe Mara, ce are loc în a doua zi de Paști; e sărbătorit primul om care a ieșit la arat în anul respectiv).

## Personalități
- Crăciun Teodor, iobag care a luptat și în cetele lui Pintea Viteazul a conceput planul de bătaie și a purtat bătălia de la stramtoarea Borșei, în data de 4 septembrie 1717 împotriva hoardei tătărești care se retrăgea de la Satu Mare. Tătarii au fost învinși și au lăsat pe câmpul de bătaie cca 6000 de morți. A fost ultima invazie tătărească în Transilvania. Pentru faptele sale de arme iobagul Crăciun Toader a primit titlu nobiliar. În luptă a fost sprijinit de Popa Lupu cu borșenii săi.[4]
- Constantin Dipșe (1917-2010), pictor (12 expoziții personale, în perioada 1956-2009), autor de fresce bisericești.
- Ovidiu Șurianu (1918-1977), scriitor român de literatură științifico-fantastică.[5]

## Statistici
Sub aspect etnic:
| Etnia    | 1880 | 1890 | 1900 | 1910 | 1920 | 1930 | 1941 | 1966 | 1977 | 1992 | 2002 | 2011 | 2021 |
| Români   | 663  | 879  | 861  | 911  | 930  | 938  | 1050 | 1290 | 1352 | 1450 | 1396 | 1385 | 1570 |
| Maghiari | 13   | 0    | 0    | 21   | 0    | 1    | 64   | 9    | 0    | 1    | 5    | 0    | 0    |
| Germani  | 0    | 0    | 18   | 2    | 0    | 0    | 0    | 0    | 0    | 0    | 4    | 0    | 0    |

Sub aspect confesional:
| Confesiunea     | 1869 | 1880 | 1890 | 1900 | 1910 | 1930 | 1941 | 1992 | 2002 |
| Ortodocși       | 2    | 0    | 0    | 3    | 17   | 0    | 15   | 390  | 420  |
| Greco-catolici  | 732  | 675  | 866  | 858  | 897  | 938  | 1099 | 917  | 876  |
| Romano-catolici | 0    | 1    | 0    | 0    | 3    | 2    | 2    | 2    | 6    |
| Iudaism         | 18   | 15   | 17   | 18   | 17   | 10   | 12   | 0    | 0    |
| Penticostali    | 0    | 0    | 0    | 0    | 0    | 0    | 0    | 77   | 102  |

## Biografie
- ERDÉLY ETNIKAI ÉS FELEKEZETI STATISZTIKÁJA - Statistica etnică și confesională a Transilvaniei.